# Портрет Александра Борисовича Фока
«Портрет Александра Борисовича Фока» — картина Томаса Райта из Военной галереи Зимнего дворца.
Картина представляет собой погрудный портрет генерал-лейтенанта Александра Борисовича Фока из состава Военной галереи Зимнего дворца.
К началу Отечественной войны 1812 года генерал-майор Фок был начальником штаба Финляндского корпуса и находился в Свеаборге, откуда морем прибыл сначала в Ревель, а затем в Ригу. Сражался в прибалтийских губерниях против корпуса маршала Макдональда, а затем в Белоруссии, за отличие во втором сражении при Полоцке произведён в генерал-лейтенанты. После сражения на Березине участвовал в преследовании остатков разбитой Великой армии до Кенигсберга, однако там из-за болезни вынужден был оставить армию и более в военных действиях против Наполеона участия не принимал.
Изображён в генеральском мундире, введённом для пехотных генералов 7 мая 1817 года. Слева на груди звезда ордена Св. Анны 1-й степени; на шее крест ордена Св. Георгия 3-го класса; по борту мундира кресты орденов Св. Владимира 2-й степени и прусского Красного орла 1-й степени; справа на груди серебряная медаль «В память Отечественной войны 1812 года» на Андреевской ленте и звёзды орденов Св. Владимира 2-й степени и Красного орла 1-й степени. Подпись на раме: А. Б. Фонъ-Фокъ, Генералъ Лейтенантъ.
7 августа 1820 года Комитетом Главного штаба по аттестации Фок был включён в список «генералов, находившихся в сражениях, не внесённых в списки для галереи, потому что в препровождениях к рассмотрению Комитета не находятся», соответственно его портрет не был заказан Д. Доу.
Скончался Фок весной 1825 года, а через 9 лет, 27 августа 1834 года, его дочерью Шарлоттой было направлено прошение на имя императора Николая I: «Лица моего отца нет посреди верных сынов России. Причиною сего несогласие его с покойным графом Аракчеевым… Повелите, правосудный монарх, списав копию с портрета, у сего приложенного, поставить оную в галерею генералов и тем утешите его семейство, воздав герою, который участвовал более, нежели 30 сражениях» (прошение было направлено всего через четыре месяца после смерти самого Аракчеева). Первоначально это прошение попало к министру Императорского двора князю П. М. Волконскому, который передал его военному министру графу А. И. Чернышёву, соответственно Чернышёв доложил о нём императору Николаю I. 2 декабря того же года последовало Высочайшее соизволение о помещении портрета генерал-лейтенанта Фока в Военную галерею. Заказ на написание портрета был дан зятю Доу Томасу Райту, который как раз в это время находился в Санкт-Петербурге и занимался упорядочиванием дел умершего Доу, в том числе и завершал незаконченные Доу портреты для Военной галереи. 12 марта 1835 года портрет-прототип был возвращён Шарлотте Фок, 11 декабря того же года Райту был выплачен гонорар в размере 500 рублей и 14 декабря он передал готовый портрет в Эрмитаж.
Поскольку этот портрет оказался «внеплановым» и для него в галерее не было предусмотрено места, возник вопрос — куда его поместить? 30 декабря 1835 года гофмаршал двора князь Н. В. Долгоруков писал П. М. Волконскому: «на чьё место против прежнего назначения разрешено будет поставить портрет генерала Фока и затем уже переменить имя на раме». 31 декабря Волконский ответил, что портрет Фока следует поместить на место пустой рамы, предназначавшейся для портрета генерал-лейтенанта князя А. В. Сибирского. Сам Сибирский в это время находился под следствием за злоупотребления по службе и летом 1834 года был уволен в отставку. Ранее, 14 ноября 1833 года, императором Николаем I было отдано распоряжение о приостановке написания его портрета. Таким образом, портрет Фока был помещён в Военную галерею на место, зарезервированное для портрета Сибирского. Бронзовую табличку на раме с именем Фока гравировал А. Шрейбер, которому за это было заплачено 35 рублей.
В качестве портрета-прототипа была использована миниатюра работы М. Фреми. В начале XX века она принадлежала внуку Фока генералу А. Д. Шепелеву и была опубликована в издании великого князя Николая Михайловича «Русские портреты XVIII и XIX столетий». Современное местонахождение миниатюры-прототипа не установлено.
Хранитель британской живописи в Эрмитаже Е. П. Ренне выдвинула версию, что Райт в работе мог воспользоваться рисунком работы Л. де Сент-Обена. Этот рисунок зеркален по отношению к работе Райта, Фок на нём изображён в общегенеральском двубортном мундире образца 1808 года и с чрезплечной орденской лентой, в целом он имеет меньше сходства с миниатюрой М. Фреми. Рисунок также хранится в Эрмитаже (инвентарный № ЭРР 6164).
В 1840-е годы в мастерской И. П. Песоцкого по рисунку с галерейного портрета была сделана литография, опубликованная в книге «Император Александр I и его сподвижники» и впоследствии неоднократно репродуцированная.
- Миниатюра работы М. Фреми
- Фототипия с рисунка Л. Де Сен-Обена